# جون باتشيكو
جون باتشيكو (بالإسبانية: Jon Pacheco) هو لاعب كرة قدم إسباني في مركز قلب الدفاع، ولد في 8 يناير 2001 في Elizondo, Navarre ‏ في إسبانيا. لعب مع ريال سوسيداد ب وريال سوسيداد.

## وصلات خارجية
- جون باتشيكو على موقع الاتحاد الأوربي (الإنجليزية)
- جون باتشيكو على موقع قاعدة بيانات كرة القدم.إي يو (الإنجليزية)
- جون باتشيكو على موقع ليكيب (الفرنسية)
- جون باتشيكو على موقع Soccerbase.com (لاعب) (الإنجليزية)
- جون باتشيكو على موقع Soccerway.com (الإنجليزية)
- جون باتشيكو على موقع عالم كرة القدم.نت (الإنجليزية)
- جون باتشيكو على موقع AS.com (الإسبانية)